# Козин (Дубенський район)
Кози́н — село в Україні, у Козинській сільській громаді Дубенського району Рівненської області. Населення — 1406 осіб. До 2016 - адміністративний центр Козинської сільської ради. Від 2016 - адміністративний центр Козинської сільської громади.

## Географія
Козин розташований на правому березі річки Пляшівки, яка бере початок в селі Нова Пляшева і впадає в річку Стир.

## Природа
- Біля села розташовані пам'ятки природи: «Острів Замок» і Парк «Зарічненський».

## Історія
Перша згадка про Козин в «Историко-статистическом описании церков и приходов Волынской епархии» датується 17 липня 1448 року.
На початку XVI століття польський король Казимир IV подарував землі села Козина руському боярину Гринькові, який прийняв прізвище пана Козинського. Після його смерті спадкоємцями стали сини Тихін і Омелько.
За даними «Словника географічного Королівства Польського…», 1538 року в Кракові король Сигізмунд I Старий видав привілей Олександру та Михайлу Гриньковичам Козинським гербу Заглоба на право заснувати приватне містечко на «ґрунтах» села Козина.

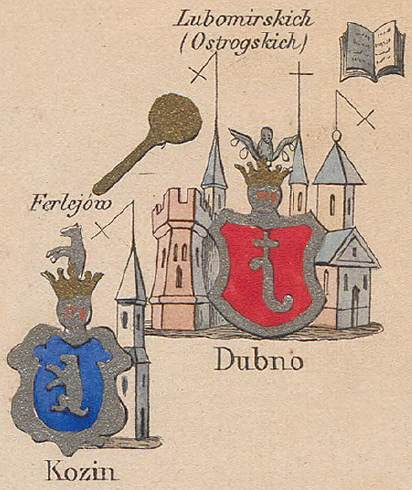
Козин Фірлеїв на мапі Зигмунда Герстмана

Тихін подарував у спадщину село Козин своєму синові Пилипу — сліпому від народження брату меценатки Почаївського монастиря Ганни з Козинських Гойської. Після смерті Пилипа спадкоємцем стала донька Марія (за іншими даними, Варвара (пол. Barbara), яка вийшла заміж за польського шляхтича, ковельського старосту Анджея Фірлея, що був батьком реґіментара, командувача частин війська Речі Посполитої у битві під Заславом у 1649 році Анджея Фірлея-молодшого.
Під час визвольної боротьби українського народу 1648–1657 роках, коли значна частина населення села Козин влилася у військо Богдана Хмельницького, що йшло на битву з польською шляхтою під Берестечком, селом заволодів загін Вишневецького. Після цього у Козині залишилося тільки 4 сім'ї, село було зруйноване. 
Наприкінці XVII століття його набув магнат Фелікс Казимир Потоцький.
У 1787 р. у Козині побував польський король Станіслав Август Понятовський.
Після третього поділу Речі Посполитої в 1795 р. Козин, як і вся Волинь, увійшов до складу Росії. Село було віднесено до Дубенського повіту Волинської губернії.
У 1837 року у містечку будується підприємство харчової промисловості, згодом млин. З XVIII століття до початку XX сторіччя Козином володіли графи Тарновські гербу Леліва. Представник роду — ленчицький каштелян Ян Амор Тарновський — 1787 року тут в старому палаці і замочку приймав короля Польщі під час його візиту до цариці Московії.
У 1906 році містечко Крупецької волості Дубенського повіту Волинської губернії. Відстань від повітового міста 30 верст, від волості 17. Дворів 168, мешканців 1645.
7 (20) листопада 1917 року, відповідно до Третього Універсалу Української Центральної Ради, увійшло до складу Української Народної Республіки.
На початку квітня 1919 року до Козина увірвався загін польських військ. У 1919 році відбулося повстання під керівництвом С.Троцького. З 1920 по 1939 рр. Козин був під владою Польщі.
У грудні 1939 року Козин став районним центром.
У період нацистської окупації з червня 1941 року до 19 березня 1944 року в селі було зруйновано 50 % житлової площі. 111 жителів загинули на фронтах.
З 10 червня 1945 року видавалася районна газета «Ленінська зірка» (редактор А. Гусар). У 1948—49 роках тут була створена сільськогосподарська артіль. У 1959 році Козинський район було ліквідовано. Козин ввійшов до складу Червоноармійського району УРСР (нині Радивилівський).

### Сьогодення
14 листопада 2013 року, у день пам'яті святих безсрібників i чудотворців Косми та Даміана Асійських i матері їхньої преподобної Феодотії, архієпископ Рівненський і Острозький УПЦ КП Іларіон завершив чин оновлення храму.
12 червня 2020 року, відповідно до розпорядження Кабінету Міністрів України № 722-р від «Про визначення адміністративних центрів та затвердження територій територіальних громад Рівненської області», увійшло до складу Козинської сільської громади Радивилівського району.
19 липня 2020 року, в результаті адміністративно-територіальної реформи та ліквідації Радивилівського району, село увійшло до складу Дубенського району.

## Населення

### Мова
Розподіл населення за рідною мовою за даними перепису 2001 року:
| Мова            | Кількість | Відсоток |
| --------------- | --------- | -------- |
| українська      | 1617      | 98.54%   |
| російська       | 14        | 0.85%    |
| вірменська      | 7         | 0.43%    |
| білоруська      | 1         | 0.06%    |
| польська        | 1         | 0.06%    |
| інші/не вказали | 1         | 0.06%    |
| Усього          | 1641      | 100%     |

## Пам'ятки
- Давніше існував костел, який пізніше став церквою. Храм зруйнували під час першої світової війни в 1915 році.[11]
- Церква (1932, нині УПЦКП)[12]

## Культура, освіта

### Публічно-шкільна бібліотека
Сільська бібліотека була заснована в 1939 році як хата-читальня, коли село стало районним центром.

Перша завідувачка бібліотеки Гаврищук Марія Григорівна розпочала свою діяльність з придбання бібліотечних меблів, формування книжкового фонду. Збирали з «миру по нитці». 

Під час Німецько-радянської війни бібліотека призупинила свою діяльність. Лише в 1949 році на базі колишнього райвиконкому почала працювати центральна районна бібліотека. В 50-х роках XIX ст. в бібліотеці відкрилось дитяче відділення.
До 1999 року бібліотека знаходилась в старому приміщенні по вулиці Берестецькій. Працівники бібліотеки Лідія Пантелеймонівна Заєць, Меланія Іллівна Трубка, обслуговуючи читачів у бібліотеці та на виробничих ділянках, більше 30-ти років свого трудового життя присвятили бібліотечній справі. Марія Андріївна Савчук, яка всі ці роки очолювала бібліотеку, була нагороджена медалями «За трудову доблесть» та «До 100-річчя від дня народження В.Леніна».
В ті роки книжковий фонд поповнювався великою кількістю політичної літератури, але все ж художня переважала. Статистичні дані підраховувались на звичайній дерев'яній рахівниці. Масові заходи були заполітизованими, але завжди бібліотекарі намагалися знайти гарну книгу, добре слово для кожного читача. Змінювалась бібліотека, змінювались її читачі, але незмінним залишався нерозривний зв'язок між ними. Бібліотекарі були вірними провідниками читача у дивовижний, безмежний світ Знань і Просвітництва.

На 90-і роки припав, можливо, найскладніший період в історії бібліотеки. При недостатньому бюджетному фінансуванні бібліотеці доводилось буквально виживати. Не було змоги передплатити нові газети і журнали, поповнити фонд новинками літератури. Змінились і деякі напрямки роботи. Формується такий напрямок, як бібліотечний маркетинг, вводяться платні послуги. Досить активно працюють працівники бібліотеки по пошуку альтернативних джерел фінансування по повненню фонду бібліотеки на чолі завідувачки Поченюк Людмили Василівни.
З 1999 року бібліотека знаходиться на вул. Шкільній в приміщенні дитячого садка неподалік місцевої школи. Значно покращуються умови обслуговування читачів. Налагоджується тісний зв'язок з сільською громадою, представниками місцевої влади, працівниками медико-соціальної реабілітації інвалідів та осіб похилого віку. Формується позитивний імідж бібліотеки, росте її відвідуваність.
В листопаді 2002 року бібліотека змінює статус з публічної на публічно-шкільну. Бібліотечні працівники активно співпрацюють з педагогічним та учнівським колективами місцевої школи-колегіуму. В розпорядженні бібліотекарів універсальний за змістом книжковий фонд, зокрема література суспільно-політичного характеру, науково-популярна, виробнича, краєзнавча, видання на допомогу тим, хто навчається, довідкові та енциклопедичні видання, художня література (вітчизняна та зарубіжна). Фонд бібліотеки нараховує більше 36-ти тисяч примірників та видань. Відкритий доступ до літератури дає можливість безпосереднього спілкування з книгою. До послуг читачів періодичні видання: для дорослих — «Голос України», «Вільне слово», «Прапор перемоги», «За відродження», «Позакласний час», «Лиза», «Единственная», «Жінка», «ДСГ», для дітей — «Пізнайко», «Яблунька».

Послугами бібліотеки користуються більше 1,5 тис. користувачів — жителів не тільки села Козин, але й усіх навколишніх сіл.

Бібліотека допомагає у виборі професії, знайти роботу, збільшити достаток, відчути впевненість у собі, мати добрі стосунки з близькими та колегами. Зібрати коло друзів за інтересами у клубі для людей з обмеженими фізичними можливостями «Крок», девіз якого «Люби життя — в нім є краса». Цікавий і неординарний клуб за інтересами ляльковий міні-театр «Веселка», який об'єднує дітей, які люблять казку та народну творчість, діє при бібліотеці.
У 2009 році бібліотеці виповнилось 70 років. Колектив бібліотеки провідні бібліотекарі Леся Козачук та Оксана Краплич запросили до бібліотеки всіх, кому не байдуже друковане слово, хто хоче отримати необхідну інформацію, хто має гостру потребу у спілкуванні.
Вимоги часу змушують бібліотекарів до пошуку нових форм роботи, та внесення змін у життя бібліотеки, тому що бібліотека була і залишається інформаційно-культурним центром, місцем духовного спілкування місцевої громади.
В останні роки відбулися суттєві зрушення в галузі інформаційних технологій, які відкрили нові можливості для організації розповсюдження інформації. В 2011 році працівники бібліотеки одні із перших в районі отримали комп'ютерне обладнання /2 комп'ютери, навушники, принтер-сканер/з підключенням до мережі Інтернет для організації та надання вільного доступу до Інтернет для користувачів бібліотеки, завдяки участі в проекті програми «Бібліоміст».

Сьогодні в Інтернет-мережі бібліотека має WEB-сторінку, через яку користувачі мають можливість дізнатися про все цікаве, що відбувається в бібліотеці.

В 2011 році Леся Миколаївна взяла участь у районному конкурсі професійної майстерності «Радивилівська книгиня», присвяченому Всеукраїнському дню бібліотек, стала переможцем цього конкурсу у номінації «Міс Компетентність».

Зберігаючи найкращі традиції і задовольняючи інформаційні запити користувачів, бібліотека служить для їх добра та духовного збагачення. Літературні години, літературно-музичні вечори, виставки та огляди літератури, зустрічі з цікавими людьми, засідання за круглим столом, виставки виробів народних умільців села, святкові програми — все, чим живе бібліотека.

## Відомі люди
- Світлана Єрмоленко (Скляр) — відомий український мовознавець, доктор філологічних наук, професор, член-кореспондент НАН України, завідувач відділу стилістики та культури мови Інституту української мови НАН України
- Ганна з Козинських Гойська
- Григорій Чубай — український поет, навчався у Козинській школі (батько Тараса Чубая).
- Клочко Діана Георгіївна — український мистецтвознавець, автор і керівник багатьох видавничих проектів.[13]